# Бёруэлл, Лоис
Ло́ис Бёруэлл (англ. Lois Burwell; 1960, Великобритания) — британский визажист.

## Биография
В 1996 году она вместе с Питером Фрамптоном и Полом Паттисоном получила премию «Оскар» в номинации «Лучшие грим и причёска» за фильм «Храброе сердце». В 1999 году вместе с Конором О'Салливаном и Дэниелом Ч. Страйпиком была номинирована на «Оскар» за фильм «Спасти рядового Райана» (премию получил фильм «Елизавета»).
Часто сотрудничает со Стивеном Спилбергом, работала над пятью его фильмами.
С 14 ноября 1998 года Лоис замужем за кинооператором Джоном Толлом. Толл, как и его жена, получил «Оскар» за фильм «Храброе сердце», только за лучшую операторскую работу.